# Brno-Jundrov
Brno-Jundrov je městská část na západě statutárního města Brna. Je tvořena většinou katastrálního území čtvrtě Jundrov a malou severozápadní částí katastrálního území Pisárky. Celková katastrální výměra činí 4,22 km². Samosprávná městská část vznikla 24. listopadu 1990. Žije zde přibližně 4100 obyvatel.
Rozkládá se na pravém břehu řeky Svratky. Povrch městské části, která patří k nejklidnějším částem Brna, se pozvolna zvedá od hladiny řeky Svratky na východě a severu až k západněji položeným zalesněným kopcům nad jundrovským sídlištěm, které městské části dominují.
Většina ulic je pojmenována po stromech a keřích (Dubová, Březová, Jasanová, Sosnová, Šeříková aj.), menšina pak po osobnostech moravských – Optátova (Václav Beneš Optát), Pivoňkova (Alois Pivoňka), slovenských – Nálepkova (kapitán Ján Nálepka) nebo českých – Gellnerova (František Gellner), Tyršovo návrší (Miroslav Tyrš).
V Jundrově sídlí mateřská škola Dubová, základní škola Jasanová, soukromá mateřská a základní škola Rozmarýnová a soukromá vysoká škola Akademie STING. Především jundrovským občanům slouží kaple Pána Ježíše v Getsemanech, která stojí za řekou Svratkou na katastru Žabovřesk.
Pro účely senátních voleb je území městské části Brno-Jundrov zařazeno do volebního obvodu číslo 60.

## Historie
Z historického hlediska náležela většina území moderní městské části Brno-Jundrov ke katastru bývalé obce Jundrova, malá část katastru Jundrova náležela ke katastru bývalé obce Komína. Nepatrná část území moderní městské části v současném katastru Pisárek (parcely 1495, 1492/1, 1510/21, 1493, 1494/2, 1494/3, jižní část parcely 1494/1, východní část parcel 1510/16 a 1492/2), náležející původně k Jundrovu však byla roku 1892 připojena k Brnu a začleněna ke Starému Brnu.
První zmínka o Jundrovu, který byl původně zeměpanskou vsí, pochází z 4. září 1277, kdy ji pod názvem Sulostovice Přemysl Otakar II. daroval kapli sv. Jana Křtitele na Špilberku. Listinou z 23. března 1300 ji Václav II. daroval řádu německých rytířů v Chelmu pod názvem Judendorf, z čehož později zkomolením vznikl dnešní název. Za markraběte Jošta přešla do majetku herburského kláštera v Brně. Po jeho zrušení v r. 1578 jej převzali brněnští jezuité, a od roku 1773 studijní fond. V rámci řečkovického panství Jundrov vlastnil od roku 1826 Josef Schindler. V letech 1850–67 byl Jundrov spojen s Žabovřeskami, součástí Brna se stal 16. dubna 1919.
Při radikální komunistické katastrální reformě Brna provedené ve druhé polovině 60. let 20. století pak došlo k úpravě severní, jižní a východní hranice jundrovského katastru, při níž byly pozemky východně od Svratky připojeny k Žabovřeskám, na severu byl jundrovský katastr rozšířen o část lesa, patřící původně ke Komínu, zatímco pozemky na jihu byly spolu se západní částí starobrněnského katastru zase začleněné do nově vytvořeného katastrálního území Pisárky.
Městská část Brno-Jundrov vznikla 24. listopadu 1990 a původně byla tvořená celým katastrálním územím Jundrov, k němuž náleží také ZSJ Mladá Hora, kterou tvoří zahrádky s chatami. K 1. září 1995 nabyla účinnosti dohoda o změně hranice se sousední městskou částí Brno-Kohoutovice ze dne 25. srpna 1995. Na základě této dohody došlo k územní výměně mezi oběma městskými částmi. Městská část Brno-Kohoutovice získala výměnou za část katastru Pisárek (domy a pozemky na západní straně Veslařské ulice) malou jižní část katastrálního území Jundrov (ZSJ Mladá Hora). Současné hranice získala městská část k 1. říjnu 1995, kdy nabyla účinnosti dohoda o změně hranice se sousední městskou částí Brno-střed z 29. září 1995. Na základě této dohody získala městská část Brno-Jundrov území mezi ulicí Veslařskou a řekou Svratkou, vymezené na jihu silniční komunikací vedoucí z Kohoutovic k Pisáreckému mostu.
Od roku 1991 má městská část Brno-Jundrov znak a vlajku vytvořené komisí, již vedl místostarosta Zdeněk Koudelka. Znak vychází z pečetního znamení z r. 1646 – na modrém štítě jsou dva stříbrné hrozny obklopující stříbrný vinařský nůž hrotem otočený heraldicky vpravo. Vlajka, obdobná brněnské, je tvořena 3 střídavě modro-bílými pruhy a horním bílým polopruhem.

## Obyvatelstvo
| 1869 | 1880 | 1890 | 1900  | 1910  | 1921  | 1930  | 1950  | 1961  | 1970  | 1980  | 1991  | 2001  | 2011  | 2021  |
| ---- | ---- | ---- | ----- | ----- | ----- | ----- | ----- | ----- | ----- | ----- | ----- | ----- | ----- | ----- |
| 478  | 583  | 710  | 1 090 | 1 717 | 2 142 | 2 785 | 3 158 | 2 168 | 2 035 | 4 488 | 3 630 | 3 844 | 4 132 | 4 617 |

## Zajímavost
Brněnský hantec má pro Jundrov název Jóbsko a pro jeho obyvatele Jobáli.